# Sphyrna couardi
Lo squalo martello pinnabianca (Sphyrna couardi Cadenat, 1951) è una specie di squalo martello appartenente alla famiglia Sphyrnidae.

## Descrizione
Simile allo squalo martello smerlato, si differenzia da questo per avere una testa più arcuata, caratterizzata da prominenti solchi centrali e da una tonalità tendente al blu. La prima pinna dorsale è alta e falcata, mentre le pinne pelviche possiedono una forma concava. La pinna anale è bassa e lunga. Le dimensioni dei maschi possono arrivare a 1.80 m, mentre le femmine, più robuste, possono toccare i 3 metri di lunghezza.

## Biologia

### Alimentazione
Si nutre di pesci piatti, cefalopodi e anguille.

## Riproduzione
È una specie vivipara. La prole comprende fino a 28 esemplari, in genere lunghi 30 cm.

## Conservazione
Dal momento che si tratta di una specie poco studiata i dati per classificarla adeguatamente non sono sufficienti.